# Джуліан Боргер
Джуліан Боргер — британський журналіст і письменник, редактор з міжнародної діяльності у The Guardian. За час своєї журналістської роботи був кореспондентом у США, Східній Європі, на Близькому Сході, на Балканах і висвітлював війну в Боснії для Бі-Бі-Сі. Боргер є учасником Центру міжнародного співробітництва.
Його книга, видана у 2016 році, — The Traff Butcher's, була розглянута та оцінена такими поважними виданнями, як: The Independent, The National і The Wall Street Journal.

## Напрацювання
- Borger, Julian (2016). The Butcher's Trail: How the Search for Balkan War Criminals Became the World's Most Successful Manhunt. New York: Other Press. ISBN 9781590516058. OCLC 921420941.  Borger, Julian (2016). The Butcher's Trail: How the Search for Balkan War Criminals Became the World's Most Successful Manhunt. New York: Other Press. ISBN 9781590516058. OCLC 921420941.  Borger, Julian (2016). The Butcher's Trail: How the Search for Balkan War Criminals Became the World's Most Successful Manhunt. New York: Other Press. ISBN 9781590516058. OCLC 921420941.